# Ursula von Manescul
Ursula Irene von Manescul (* 14. Mai 1931 in Lemberg, damals Lwów, Polen, heute Lwiw, Ukraine; † 19. März 1991 bei Karlsruhe, Baden-Württemberg) war eine deutsche Fernsehansagerin und Rundfunkmoderatorin des Südwestfunks in Baden-Baden und Schauspielerin.

## Leben
Die Tochter des rumänischen Großgrundbesitzers Modest Ritter von Manescul und von Stanisława Nowak kam nach Ende des Zweiten Weltkrieges über Posen nach Berlin. Dort besuchte sie die Oberschule und nahm von 1946 bis 1949 an der Max-Reinhardt-Schule für Schauspiel Unterricht bei Hilde Körber. An der Städtischen Oper studierte sie Gesang und Tanz. Von Manescul gab ihr Debüt als Soubrette 1952 am Theater am Nollendorfplatz. Engagements am Hebbel-Theater folgten. Von 1954 bis 1973 war sie Chefansagerin beim Fernsehen des Südwestfunks und gehörte am Ende ihrer Laufbahn mit 42 Jahren zu den ältesten Ansagerinnen im deutschen Fernsehen neben Claudia Doren, die beim Fernsehen des Westdeutschen Rundfunks noch bis zum Alter von 55 Jahren im Dienst blieb. Danach arbeitete von Manescul zunächst im Besetzungsbüro des Südwestfunks, später erhielt sie eine feste Position als Sprecherin beim SWF-Hörfunk.
1965 moderierte von Manescul gemeinsam mit Heidi Abel in Baden-Baden die fünften Deutschen Schlager-Festspiele. Bekanntheit erlangte sie auch als Schauspielerin in der Rolle der Kunstschützin Henrike in der populären Fernsehserie Salto Mortale (1969–1972). 1964 spielte sie die weibliche Hauptrolle in dem Fernsehspiel Die letzte Folge und Anfang der 1950er Jahre kleinere Rollen in einigen Spielfilmen.   
Ursula von Manescul war von 1953 bis 1969 in erster Ehe mit dem Regisseur Franz M. Lang verheiratet, später in zweiter Ehe mit Franc Rovelle und starb mit 59 Jahren an den Folgen eines Krebsleidens im Klinikum Karlsbad-Langensteinbach bei Karlsruhe.

## Filmografie
- 1950: Semmelweis – Retter der Mütter
- 1951: Professor Nachtfalter
- 1952: Karriere in Paris
- 1953: Das tanzende Herz
- 1953: Bezauberndes Fräulein
- 1954: Das ideale Brautpaar
- 1954: Mädchen mit Zukunft
- 1964: Die letzte Folge (Fernsehfilm)
- 1969: Rat’ mal, wer heut bei uns schläft…?
- 1969–1972: Salto Mortale (Fernsehserie, 13 Folgen)
- 1972: Die Glückspirale (Fernsehfilm)
- 1979: Parole Chicago (Fernsehserie, eine Folge)
- 1982: Ein Abend mit Georg Thomalla (Fernsehshow)

## Hörspiele
- 1962: Lester Powell: Die Dame schreibt – Regie: Albert C. Weiland (Kriminalhörspiel (8 Teile) – SWR)
- 1988 Die Bibel – Das alte und neue Testament in 6 Teilen. Bella Musica Edition Jürgen Rinschler